# 卡姆奇克
45°59′30″N 29°41′56″E / 45.99167°N 29.69889°E

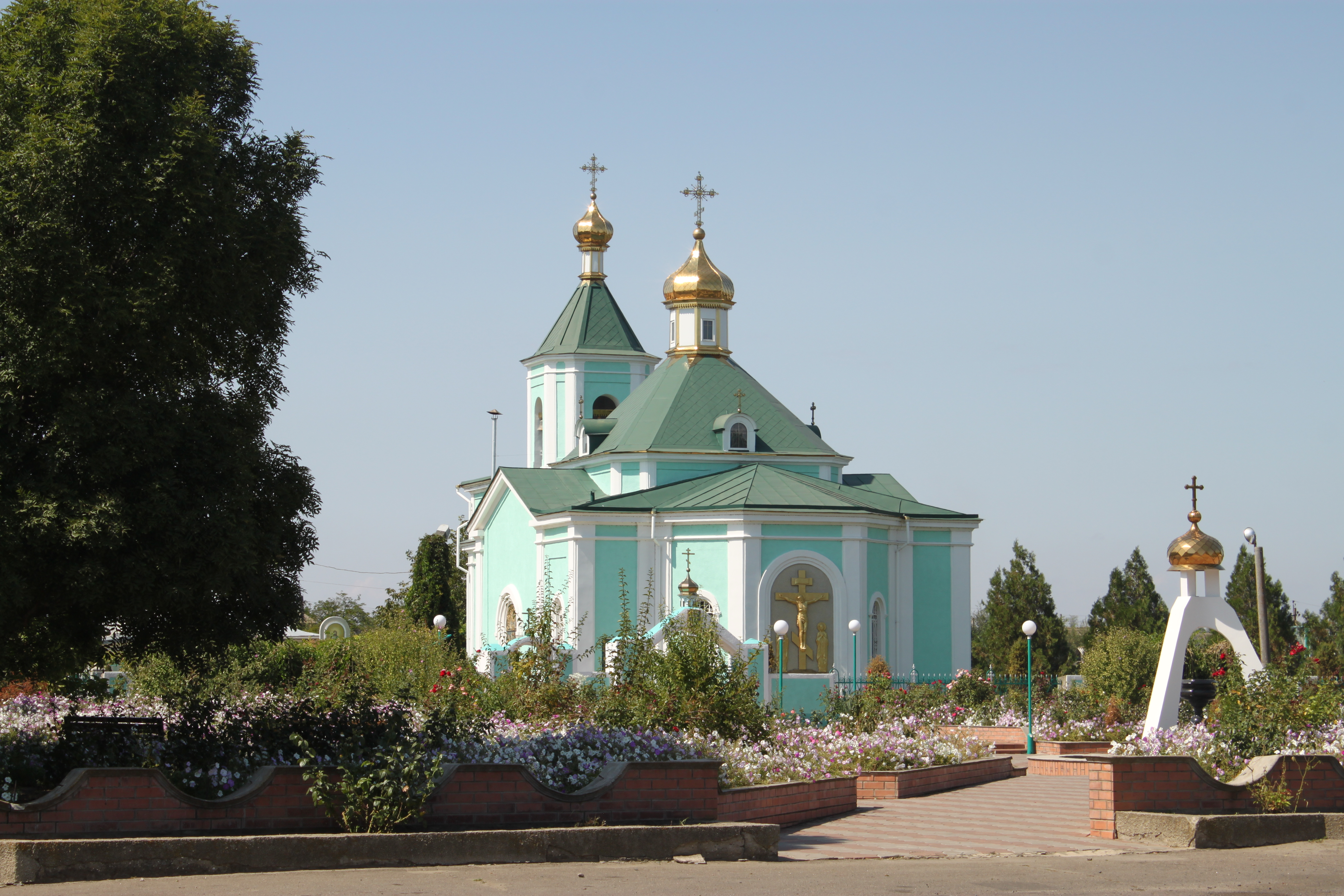
教堂

卡姆奇克（烏克蘭語：Камчик），2024年9月前名为佐里亞（烏克蘭語：Зоря），是位於烏克蘭西南部的村莊，由敖德萨州別爾哥羅德-德涅斯特羅夫斯基區的薩拉塔市鎮負責管轄。該村始建於1830年，面積4.43平方公里，海拔高度18米，2009年人口5,820，人口密度每平方公里1,247.86人。
2024年9月19日，乌克兰最高拉达将此村的名字改为卡姆奇克。